# Casa Esherick
La Casa Esherick es un inmueble situado en Filadelfia, ciudad más poblada del estado de Pensilvania (Estados Unidos). Es una de las más estudiadas de las nueve casas construidas diseñadas por el arquitecto estadounidense Louis Kahn. Encargado por Margaret Esherick, se completó en 1961.
La casa ser destaca por su organización espacial y por su ventilación e iluminación, diseñada en función de la configuración de sus ventanas y persianas. Una bañera hundida se duplicó como un asiento. Wharton Esherick, un artesano y artista de renombre nacional, creó para la casa una cocina de madera y de cobre.

## Detalles del edificio
La Casa Esherick es una de las más estudiadas de las nueve casas construidas diseñadas por el arquitecto estadounidense Louis Kahn. Ubicada en 204 Sunrise Lane en el vecindario Chestnut Hill de Filadelfia, fue encargada por Margaret Esherick en 1959 y se completó en 1961. Su cocina de cobre y madera fue creada por Wharton Esherick, : 11 un artesano y artista conocido a nivel nacional que también era su tío. 
La Casa Esherick recibió el premio Landmark Building del capítulo de Filadelfia del American Institute of Architects en 1992 y se agregó al Registro Nacional de Lugares Históricos de Filadelfia en 2009. La casa fue incluida en el Salón de la Fama Arquitectónica de Chestnut Hill en 2015. La casa tiene 230 m² y consiste un sólido rectangular de techo plano con su lado largo hacia la calle, donde hay un solo dormitorio. El material de construcción principal es bloque de hormigón con revestimiento de estuco. : 162 
Kahn diseñó una ampliación de la casa entre 1962 y 1964 para una posible propietaria, la señora C. Parker, pero ella no compró la casa y por eso nunca se construyó una ampliación. : 428 Diseñado para integrarse a la perfección con la casa existente, la adición propuesta habría aumentado significativamente el tamaño de la casa al extender la casa hacia la izquierda cuando uno mira hacia la puerta principal. : 94 

### Organización espacial
Kahn a menudo dividía sus edificios en lo que él llamaba espacios servidos (áreas primarias) y espacios de servicio (pasillos, baños, etc.) La casa Esherick está organizada en cuatro espacios alternos de servicio y servicio, que en este caso son franjas paralelas de dos pisos que recorren todo el ancho de la casa entre el frente y la parte posterior.
El espacio servido más destacado es la sala de dos pisos que ocupa toda la casa a la derecha de la puerta principal. La mayor parte de su pared frontal está ocupada por una estantería empotrada (Margaret Esherick era librera) que llega hasta la ventana horizontal del segundo piso. La pared lateral contiene una chimenea profunda.

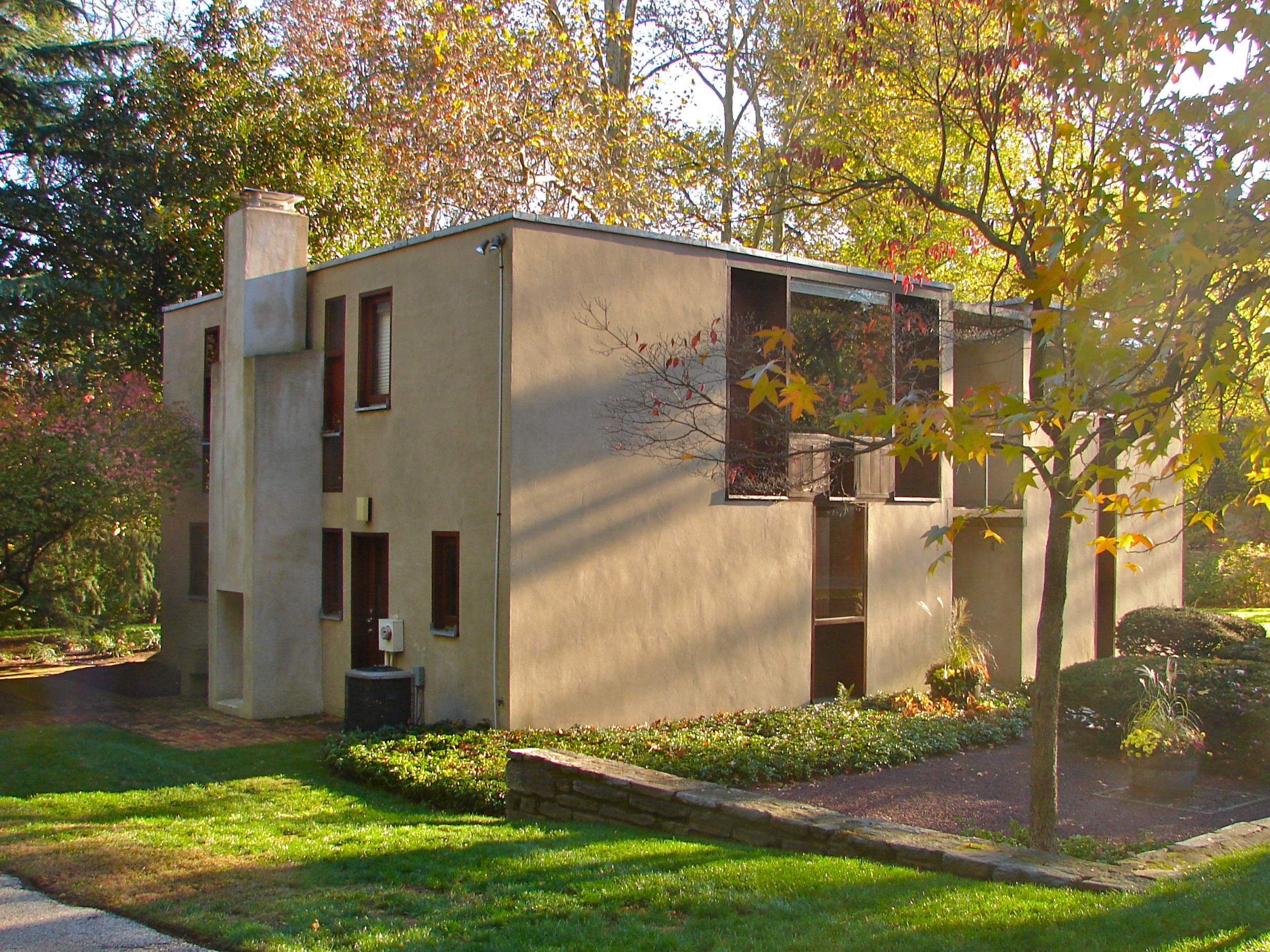
Frente de la casa a la derecha. La cocina está a la izquierda

El espacio de servicio adyacente es una delgada franja de comunicación que contiene las puertas delantera y trasera, además de los dos balcones sobre ellas, todos los cuales están ubicados en nichos. Esta franja también contiene la escalera de la casa y una galería en la parte superior de la escalera que da a la sala de estar.
A la izquierda de la puerta principal hay un espacio servido ocupado por el vestíbulo y el comedor en la planta baja y el dormitorio en la planta superior. Al igual que la sala de estar, el dormitorio ocupa todo el ancho de la casa de adelante hacia atrás.
En el extremo izquierdo de la casa se encuentra el espacio de servicio restante, ocupado en la planta baja por la cocina diseñada por Wharton Esherick, un cuarto de servicio convertido en un espacio de cocina adjunto y medio baño, y en la planta superior por un baño, área de lavandería y armarios. Toda la fontanería de la casa está en esta franja. En la planta superior, la bañera no se encuentra en la zona del inodoro sino en una zona anexa que contiene una chimenea. La bañera tiene una tapa corredera de madera que se puede colocar sobre ella para convertirla en una zona de estar junto a la chimenea. : 95 

### Ventanas y persianas
Cada lado de la casa tiene una configuración de ventanas y ventilación que es claramente diferente de la de los otros tres lados.
Las ventanas de dos pisos en el frente tienen forma de T que también aparece en otros diseños de Kahn, en particular el Tribune Review Publishing Company Building; estas ventanas brindan un grado de privacidad en la planta baja y apertura en el piso superior. No se pueden abrir, pero van acompañadas de persianas para la ventilación. En la sala de estar, por ejemplo, la estantería del frente está dividida por la mitad por dos contraventanas de madera estrechas, una encima de la otra. Debido a que no hay vidrio detrás de las contraventanas, se mantienen cerradas en invierno, creando un muro alto que brinda una sensación de protección contra la intemperie. : 95 

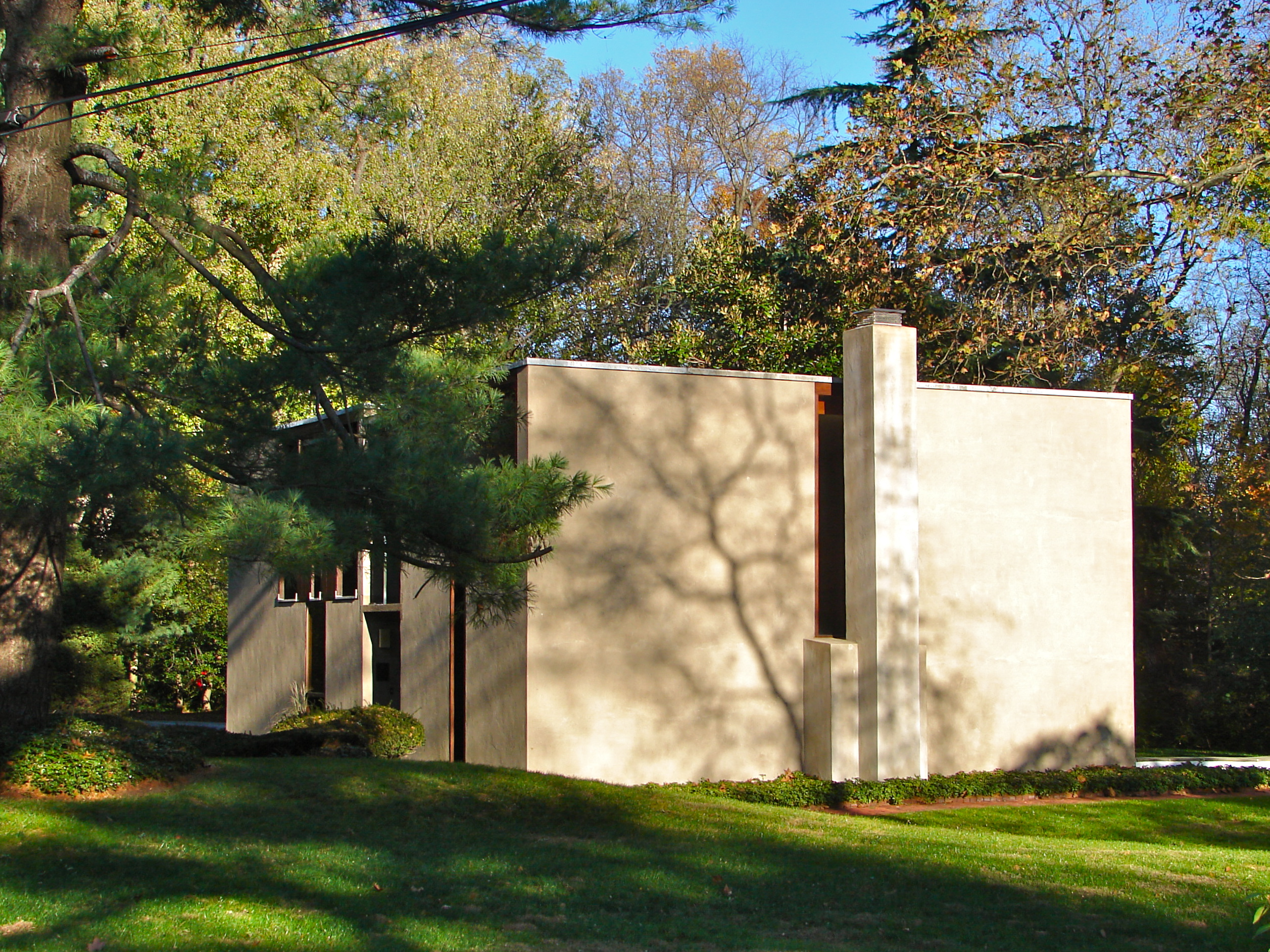
Vista lateral con la fachada a la izquierda

La pared lateral de la casa a la derecha de la puerta principal, el lado de la sala de estar, tiene una sola ventana alta y delgada sobre la chimenea que enmarca la chimenea, que se encuentra separada de la casa misma. La ventana, que no es mucho más ancha que la chimenea, sólo permite vislumbrar a través de ella. Esta ventana no se puede abrir y no hay persianas en este lado de la casa.
La pared lateral a la izquierda de la puerta principal, el lado con la cocina en la planta baja y el baño en la planta superior, tiene una variedad de pequeñas ventanas que se pueden abrir para ventilar.
La parte trasera de la casa da a un jardín adyacente a un parque público arbolado. Tiene cuatro grandes ventanas de un solo panel dispuestas en pares, una ventana directamente encima de la otra, una ventana por piso. Un par sirve a la sala de estar de dos pisos y el otro sirve al espacio con el comedor en la planta baja y el dormitorio en la planta superior. Cada par crea una extensión de vidrio casi ininterrumpida que se extiende desde la parte inferior de la casa hasta la parte superior. Estas ventanas no se pueden abrir. Están provistas de persianas enrollables de tela para protegerse del sol. : 93 
A ambos lados de cada par de estas grandes ventanas hay pilas de contraventanas de dos pisos, cuatro contraventanas por pila. También se extienden desde la parte inferior de la casa hasta la parte superior, y se pueden abrir y cerrar en cualquier combinación, creando un elaborado conjunto de posibles conexiones entre el interior y el exterior. Con las persianas abiertas, la sala y el comedor tienen una vista completamente abierta hacia el patio trasero, y cuando todas las persianas y puertas en la parte trasera de la casa están abiertas, la mayor parte de la pared trasera parece desaparecer.
El interior de las paredes delantera y trasera de la sala de estar, el comedor y el dormitorio están revestidos con estanterías y otras estructuras que crean un espesor de pared efectivo de más de dos pies (60 cm). Los profundos huecos de las ventanas resultantes tienen un efecto moderador sobre la luz solar y la ventilación. : 160 

## Conexiones de Kahn
El arquitecto Louis Kahn tenía varias conexiones con la familia Esherick. Además de diseñar esta casa para Margaret Esherick, era amigo cercano de Wharton Esherick, el tío de Margaret, para quien diseñó un estudio que ahora forma parte de un Monumento Histórico Nacional. : 61 Joseph Esherick, el hermano de Margaret, fue líder del estudio de arquitectura que completó el diseño esquemático de Kahn para la Biblioteca de la Unión Teológica de Graduados, ahora conocida como Biblioteca Flora Lamson Hewlett, en la Universidad de California, Berkeley, después de la muerte de Kahn. : 10  : 440 
Kahn también tenía conexiones con otras arquitecturas notables cercanas. A pocas puertas de la casa Esherick se encuentra la Casa Vanna Venturi, una de las primeras obras destacadas de la arquitectura posmoderna, que fue diseñada por Robert Venturi para su madre. Kahn se desempeñó como crítico en la tesis de Venturi, lo nombró asistente de enseñanza en la Universidad de Pensilvania, donde Kahn era profesor, y lo empleó en su práctica arquitectónica antes de que Venturi comenzara a trabajar de forma independiente.